# Старогумеровский сельсовет
Старогумеровский сельсовет — муниципальное образование в Кушнаренковском районе Башкортостана.
Административный центр — село Старогумерово.

## История
Согласно Закону о границах, статусе и административных центрах муниципальных образований в Республике Башкортостан имеет статус сельского поселения.

## Население
| 2002  | 2009  | 2010  | 2012  | 2013  | 2014  | 2015  |
| ----- | ----- | ----- | ----- | ----- | ----- | ----- |
| 1351  | ↗1358 | ↘1226 | ↘1203 | ↘1191 | ↘1176 | ↗1177 |
| 2016  | 2017  | 2018  |       |       |       |       |
| ↘1148 | ↗1151 | ↘1114 |       |       |       |       |

## Состав сельского поселения
| № | Населённый пункт | Тип населённого пункта       | Население |
| - | ---------------- | ---------------------------- | --------- |
| 1 | Старогумерово    | село, административный центр | ↘581      |
| 2 | Султанаево       | село                         | ↘463      |
| 3 | Новогумерово     | деревня                      | ↘121      |
| 4 | Новоакбашево     | деревня                      | ↗54       |
| 5 | Новобаскаково    | деревня                      | →7        |

## Известные уроженцы
- Валеев, Салих Шайбакович (22 октября 1912 — 12 октября 1970) — старший лейтенант Рабоче-крестьянской Красной армии, участник советско-финской и Великой Отечественной войн, Герой Советского Союза[13].